# Nadleśnictwo Łochów
Nadleśnictwo Łochów – jednostka organizacyjna Lasów Państwowych podległa Regionalnej Dyrekcji Lasów Państwowych w Warszawie. Siedziba nadleśnictwa znajduje się w Łochowie, w powiecie węgrowskim, w województwie mazowieckim.
Nadleśnictwo obejmuje część powiatów węgrowskiego i wołomińskiego.

## Historia
Jako że lasy wchodzące obecnie w skład Nadleśnictwa Łochów należały w większości do dużych posiadłości ziemskich, gospodarka leśna w nich prowadzona odbywała się według planów. Wyjątek stanowiły lata zarówno I jak i II wojny światowej, gdy tutejsze lasy znacznie ucierpiały poprzez rabunkową gospodarkę leśną prowadzoną przez niemieckich okupantów.
Nadleśnictwa Łochów i Węgrów powstały w 1945 i objęły znacjonalizowane przez komunistów lasy prywatne, głównie rodziny Kurnatowskich. W 1973 5 z 7 leśnictw Nadleśnictwa Węgrów przyłączono do Nadleśnictwa Łochów. Pozostałą część Nadleśnictwa Węgrów włączono do Nadleśnictwa Łochów 10 marca 1979.
Powierzchnia Nadleśnictwa wynosi 16 701, 37 ha.

## Ochrona przyrody
Na terenie nadleśnictwa znajduje się osiem rezerwatów przyrody:
- Czaplowizna
- Jegiel
- Kantor Stary
- Moczydło
- Mokry Jegiel
- Śliże
- Turzyniec
- Wilcze Błota.

## Drzewostany
Typy siedliskowe lasów nadleśnictwa (z ich powierzchniowym udziałem procentowym):
- bory 68%
- lasy 30%
- olsy 2%

Gatunki lasotwórcze lasów nadleśnictwa (z ich udziałem procentowym):
- sosna 83%
- dąb 7%
- brzoza 4%
- olsza 4%
- inne 2%

Przeciętna zasobność drzewostanów nadleśnictwa wynosi >257 m³/ha, a średni wiek 59 lat.